# 한여름의 방정식
《한여름의 방정식》(일본어: 真夏の方程式)은 히가시노 게이고의 추리 소설이자, 갈릴레오 시리즈 제6탄 시리즈 3번째 장편 소설이다.

## 줄거리
아름다운 바다를 자랑하는 도시 하리가우라에서 발견된 남자의 변사체. 당초 단순한 사고라고 생각 된 것이, 곧 16년 이전의 사건과 관계되면서 언론에 떠오른다.
이번 작품에서는 "과학 기술과 환경 보호"라는 주제를 정리하여 과학자 유가와가 어떤 생각을 가지고 있는지가 그려져 있다. 또한 다른 특징으로는, 유가와가 지금까지 골칫거리로 여기고 있던 소년 교헤이와의 교류가 이야기의 주축이다.
또한 이번에는 유가와가 경찰(대학의 동급생이며 경시청 수사 1과의 협력자 구사나기)로부터 먼저 사건에 조우하게 되면서, 자신이 진행 진상을 규명해가는 모습이 그려진다. 따라서 지금까지의 시리즈 작품과
캐치프레이즈는 〈"이것은 사고나 살인인가? 유가와가 주의한 진상이란."〉

## 영화
《한여름의 방정식》(真夏の方程式)은 갈릴레오 시리즈의 텔레비전 드라마화 작품의 《갈릴레오》 극장판 제2부작으로 영화화되어 2013년 6월 29일에 일본 전역의 토호계에서 개봉되었다.
후쿠야마 마사하루 주연의 시리즈의 영화는 전작인 영화 《용의자 X의 헌신》 이후 5년만이다. 전작의 제작진이 제작을 맡고, 2012년 9월 23일에 시즈오카현에서 크랭크인했다.

### 출연진
- 나루미 역 - 와타나베 안

- 키시타니 미사 역 - 요시타카 유리코

- 유가와 마나부 역 - 후쿠야마 마사하루

### 제작진
- 각본 - 후쿠다 야스시
- 감독 - 니시타니 히로시
- 프로듀서 - 스즈키 요시히로
- 배급 - 토호

## 같이 보기
- 갈릴레오 (드라마)
- 용의자 X의 헌신